# Urasar
Urasar (armeniska: Ուրասար), eller Aglagan (Ագլագան), är ett berg i Armenien. Det ligger i den nordvästra delen av landet, i provinsen Lori. Toppen på Urasar når 3 016 m ö.h..